# Петергофская дорога

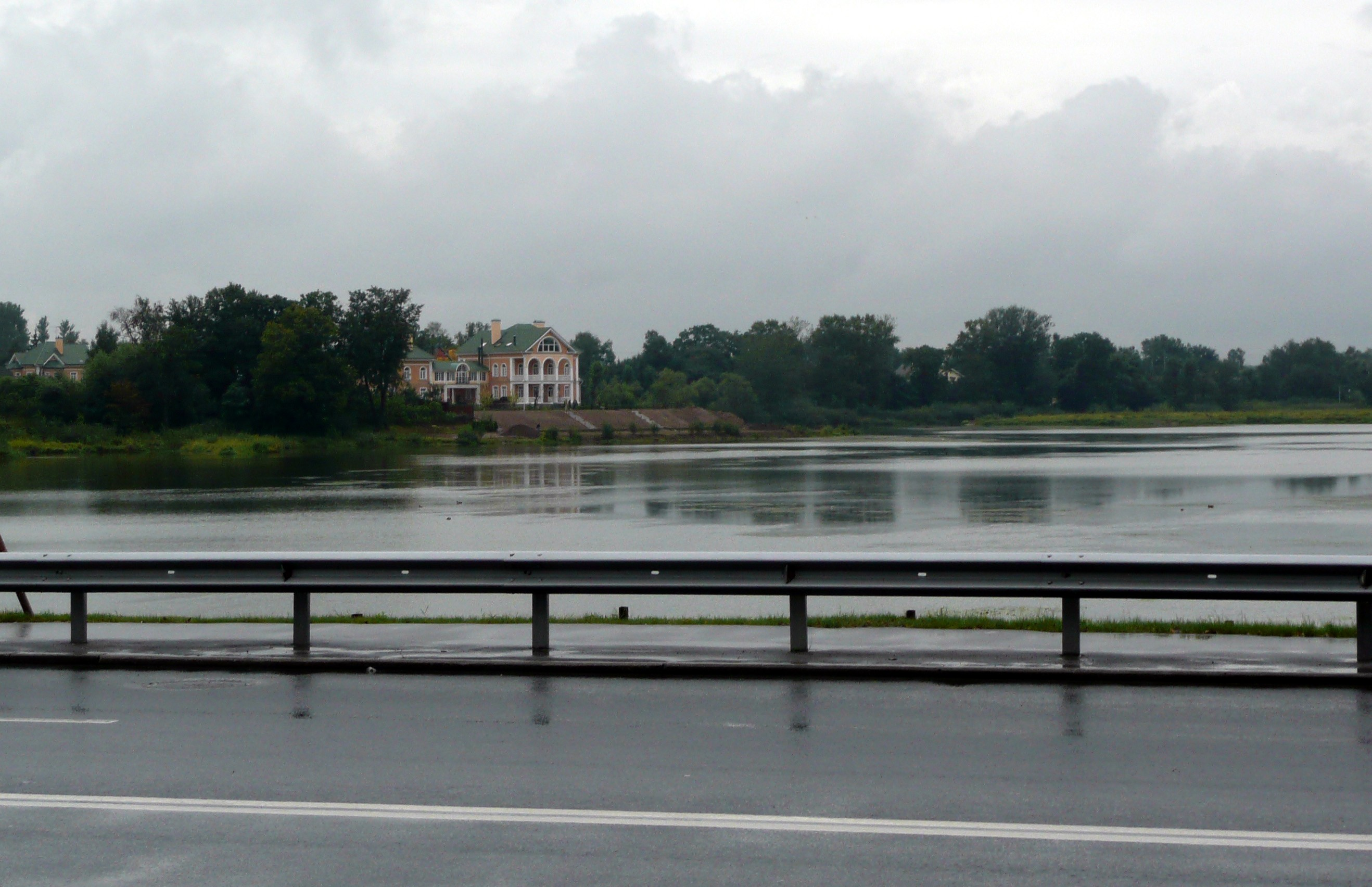
Петергофская дорога в Стрельне

Петергофская дорога была заложена в 1710 году как тракт, соединяющий Петербург с загородными императорскими резиденциями: Стрельной, Петергофом, Ораниенбаумом (откуда начинается и паромная переправа к Кронштадту).

## История
Петергофская дорога начинается от Фонтанки (где проходила граница города в XVIII веке), проходит через Нарвскую заставу и тянется вдоль южного побережья Финского залива на 40 километров до Красной Горки.

До т. н. «Привала» (ныне пересечение с проспектом Маршала Жукова) дорога совпадает со старинной Нарвской дорогой (на Нарву и Ревель) — современное Таллинское шоссе (Ямбургский тракт). За триста лет линия Петергофской дороги практически не изменилась и в черте города соответствует магистрали: Старо-Петергофский проспект — проспект Стачек — Петергофское шоссе. 

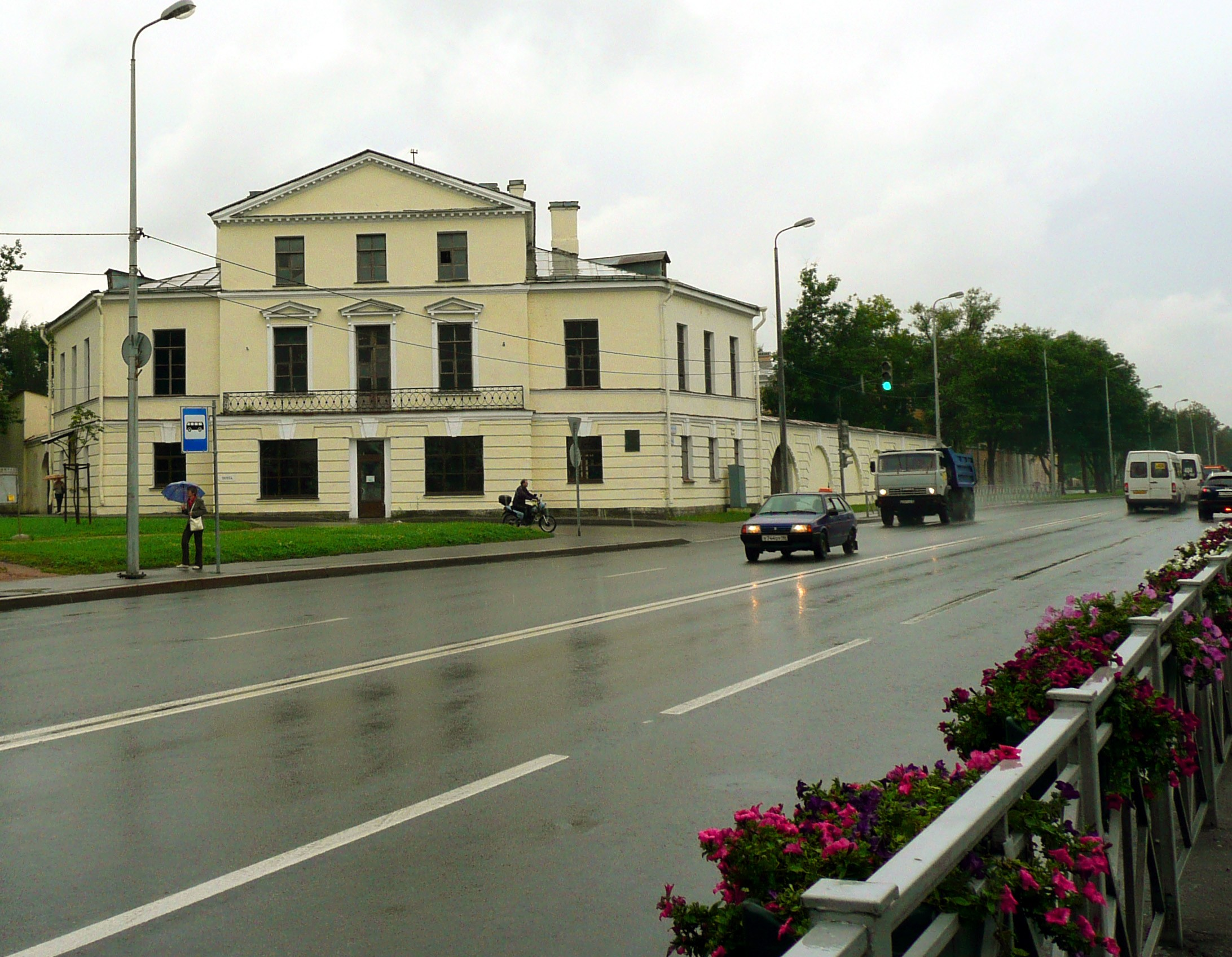
Бывший почтовый двор на Петергофской дороге у Константиновского дворца
(1807—1809, архитектор Л. Руска)

Петергофская дорога — уникальная ландшафтно-архитектурная система императорских резиденций, частных усадеб, садов и парков, сочетание построек разных стилей и эпох. По замыслу Петра I, равномерно нарезанные участки вдоль дороги по обе стороны должны быть розданы знати под строительства своих усадеб, а получившийся гигантский архитектурный ансамбль должен был затмить дорогу из Парижа в Версаль. На первых порах строительство усадеб было своеобразной повинностью для знати, однако постепенно дорога стала престижным местом застройки. Нарезка и распределение участков, начатые Петром I, продолжались до середины XIX века, в том числе за счёт выделения наделов из императорских владений. Многие участки неоднократно переходили из рук в руки, объединялись или разделялись владельцами.
Во второй половине XIX века дорога начинает терять ритм парадных усадеб, изредка сменяемых живописными «зелёными паузами». Начало дороги проходит через формирующуюся промышленную окраину города, участки скупаются у владельцев купцами и промышленниками под строительство заводов и фабрик, утилитарных построек (трактиры, лавки, бараки для рабочих). В 1915 вдоль дороги начала функционировать уникальная железнодорожная линия ОРАНЭЛ.
После Октябрьской революции облик дороги в результате интенсивной застройки от Нарвской заставы до Автово практически полностью утрачен.
Во время Великой Отечественной войны дорога становится местом ожесточённых боевых действий, в результате которых многие усадебные постройки были полностью разрушены. После войны лишь незначительная часть их была восстановлена.
Среди сохранившихся достопримечательностей выделяются прежде всего императорские резиденции Стрельны, Петергофа, Ораниенбаума, великокняжеские дворцы в Знаменке и Михайловке,  а также несколько десятков частных усадеб. Исследователи насчитывают более 520 расположенных на Петергофской дороге архитектурных памятников XVII—XX веков, значительная часть которых частично или полностью утрачены.

## Загородные дворцы и усадьбы
Из несохранившихся усадеб наиболее значимы в историко-архитектурном отношении Ульянка графов Шереметевых, Английский дворец Джакомо Кваренги, в окрестностях Ораниенбаума — Сан-Суси и Бронная дача Екатерины II (архитектор А. Ф. Кокоринов). Дача Миниха была полностью перестроена в 1953 году, сохранив однако классицистические очертания. От дворянских имений Павлино (графов Виельгорских) и Марьино (графов Толстых) уцелели только фрагменты парков.

## Храмы Петергофской дороги
Большое значение в жизни Петергофской дороги, её архитектурном ритме играли и продолжают играть храмы, стоявшие и стоящие в её окрестностях. Практически все храмы, построенные у дороги до революции утрачены. Многие из существующих храмов построены в 1990—2000-е гг. 
Адмиралтейский район

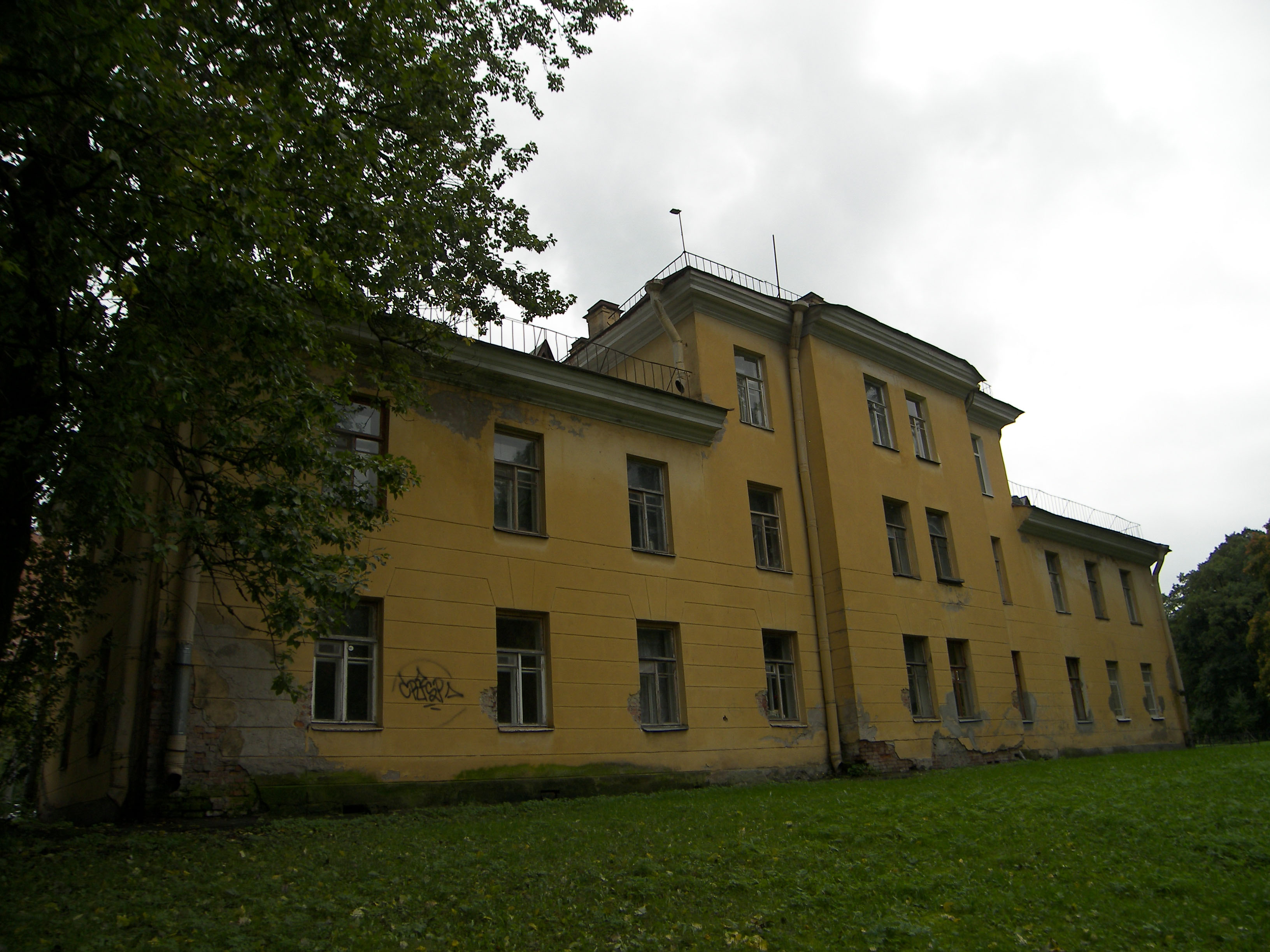
Дача П. Г. Демидова на улице Чекистов

- Храм святой Екатерины (утрачен в 1929 г., на его месте кинотеатр «Москва»: Старо-Петергофский проспект, 6)

Кировский район
- Богоявленская («Гутуевская») церковь
- Казанская церковь при подворье Валаамского монастыря (Старо-Петергофский проспект, 29)
- Церковь прп. Сергия Радонежского (снесена в 1931 г., на его месте сквер за домом № 18 по ул. Ивана Черных)
- Успенская («Болдыревская») церковь (снесена в 1930-е гг., на её месте жилой дом: пр. Стачек, 1)
- Католический костел святого Казимира (разобран в 1950-е гг., на его месте сквер между домами № 16 и № 20 по улице Зои Космодемьянской)
- Церковь Всех Святых («Ушаковская церковь») (снесена в 1936 гг., на её месте жилой дом: пр. Стачек, 34-2)
- Церковь прп. Серафима Саровского (снесена в 1930-е гг., на её месте двор дома № 15 по ул. Белоусова)
- Церковь св. Николая Чудотворца в Волынкиной дер. (совр. ул. Калинина)
- Финская церковь св. Марии (совр. ул. Калинина)
- Часовня святой Ефросиньи Полоцкой (снесена в 1935 гг., на её месте дом: пр. Стачек, 74)
- Церковь святителя Николая Чудотворца («Путиловская церковь», построена в 1901—1906 гг., пр. Стачек, 48, сохранилась в сильно перестроенном виде)
- Церковь Божией Матери Казанской на Красненьком кладбище (освящена в 2001 г., пр. Стачек, 98/2)
- Церковь святого Иоанна Кронштадтского (построена в 1999—2003 гг., Кронштадтская пл., 2)
- Церковь святых Веры, Надежды, Любови и Матери их Софии (обустроена в здании бывшей усадьбы Воронцовых в 1991 г., пр. Стачек, 168)
- Церковь св. Петра Митрополита Московского (построена в 1992—2000 гг. как память об одноимённой церкви, стоявшей на оси ул. Лёни Голикова, пр. Стачек, 208) Красный кабачок стоял на Петергофской дороге 200 лет — с 1713 по 1919 годы

Красносельский район

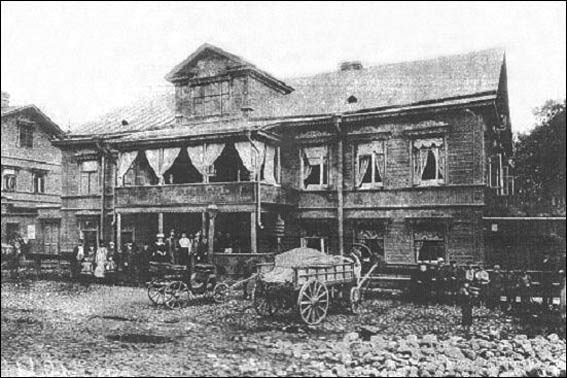
Красный кабачок стоял на Петергофской дороге 200 лет — с 1713 по 1919 годы

- Церковь св. равноапостольной Нины (построена в 2009—2010 гг. в Полежаевском парке, ул. Авангардная, д. 14/6)
- Церковь Преображения Господня в Лигове (деревянная, с колокольней и часовней, построена в 1904 г., сгорела в октябре 1941 г., размещалась севернее перекрёстка пр. Ветеранов и ул. Партизана Германа, старый адрес: пр. Володарского, 66-70.)
- Церковь Св. Николая в Лигове (лютеранская, деревянная, построена в 1909 г., на месте дома 22 корп. 2 по ул. П. Германа; сгорела во время боевых действий 1941-42 гг. в Урицке)
- Костёл Божьей Матери Ченстоховской в Лигове (деревянный, 1911—1942, рядом с домом 33 по ул. П. Германа)

Петродворцовый район
- Сергиева Приморская пустынь (Стрельна)
- Преображенская церковь в Стрельне
- Часовня св. Николая в Стрельне (воздвигнута в 1910 г.,первое в России здание из монолитного бетона; г. Стрельна, Пристанская ул.,д. 25А[2]
- Часовня преп. Иосифа Песнопевца в Знаменке (построена в 1867 г. по проекту Н. Л. Бенуа, сохранилась[3]
- «Капелла» (Церковь св. Александр Невского)
- Собор Петра и Павла (Петергоф)
- Храм святых апостолов Петра и Павла в Знаменке (первое освящение — в 1771 г., Санкт-Петербургское шоссе, д. 115 к. 10 лит. А:[4]
- Лютеранская церковь в Петергофе (утрачена)
- Костел в Петергофе (утрачен)
- Храм Серафима Саровского (Петергоф) подворья Серафимо-Дивеевского монастыря
- Католическая капелла (утрачена)

Ломоносовский район
- Кирха в Мартышкино (утрачена)
- Православная церковь в Мартышкино (утрачена)
- Лютеранская Церковь Святого Иоанна
- Собор Архангела Михаила (Ломоносов)
- Церковь св. Спиридония Тримифунтского
- Троицкое кладбище и церковь